# Holmium-171
Holmium-171 of 171Ho is een onstabiele radioactieve isotoop van holmium, een lanthanide. De isotoop komt van nature niet op Aarde voor.
Holmium-171 ontstaat onder meer bij het radioactief verval van dysprosium-171.
{\displaystyle {\ce {{^{71}_{66}Dy}->{^{71}_{67}Ho}+{e^{-}}+{\bar {\nu }}_{e}}}}

## Radioactief verval
Holmium-171 vervalt door β−-verval naar de radio-isotoop erbium-171:
{\displaystyle {\ce {{^{171}_{67}Ho}->{^{171}_{68}Er}+{e^{-}}+{\bar {\nu }}_{e}}}}
De halveringstijd bedraagt ongeveer 53 seconden.
140Ho · 141Ho · 141mHo · 142Ho · 143Ho · 144Ho · 145Ho · 145mHo · 146Ho · 147Ho · 148Ho · 148m1Ho · 148m2Ho · 149Ho · 149m1Ho · 149m2Ho · 150Ho · 150m1Ho · 150m2Ho · 151Ho · 151mHo · 152Ho · 152m1Ho · 152m2Ho · 153Ho · 153m1Ho · 153m2Ho · 154Ho · 154mHo · 155Ho · 155mHo · 156Ho · 156m1Ho · 156m2Ho · 157Ho · 158Ho · 158m1Ho · 158m2Ho · 159Ho · 159mHo · 160Ho · 160m1Ho · 160m2Ho · 161Ho · 161mHo · 162Ho · 162mHo · 163Ho · 163mHo · 164Ho · 164mHo · 165Ho · 166Ho · 166m1Ho · 166m2Ho · 167Ho · 167mHo · 168Ho · 168m1Ho · 168m2Ho · 168m3Ho · 169Ho · 170Ho · 170mHo · 171Ho · 172Ho · 173Ho · 174Ho · 175Ho · 176Ho